# Secretary (Film)
Secretary (Verweistitel: Secretary – Womit kann ich dienen?, DVD-Titel: Secretary – manchmal muss Liebe wehtun…) ist ein US-amerikanischer Film des Regisseurs Steven Shainberg aus dem Jahre 2002 nach einer Kurzgeschichte von Mary Gaitskill. In einer Mischung aus Liebesdrama und Schwarzer Komödie wird die Beziehung zwischen einer Sekretärin (Maggie Gyllenhaal) und ihrem Chef (James Spader) gezeigt. Der Film erhielt auf dem Sundance Film Festival den Spezialpreis der Jury.

## Handlung
Zu Beginn des Films wird Lee Holloway, eine junge Frau, die noch bei ihrer Familie lebt, aus einer psychiatrischen Klinik entlassen, in die sie wegen Suizidverdachts eingewiesen wurde. Ihrer Meinung nach handelt es sich um ein Missverständnis, da sie zwar zur Selbstverletzung neige, sich aber keinesfalls habe umbringen wollen. Nach ihrer Entlassung und dem erfolgreichen Bestehen eines Schreibmaschinenkurses beschließt sie, sich zum ersten Mal in ihrem Leben eine Arbeit zu suchen. Sie bekommt eine Anstellung als Sekretärin bei Rechtsanwalt E. Edward Grey, dessen vorherige Sekretärin gerade unter Tränen ihren Arbeitsplatz räumt.
Zwischen den beiden entwickelt sich eine dominant/submissive Affäre, die Holloway ihre Selbstverletzungsneigung vergessen lässt. Als sich die sexuelle Spannung der Beziehung in Form einer Masturbation seinerseits im Büro entlädt, sucht Grey den Abstand. Die gekündigte Holloway flüchtet sich in eine halbherzige Beziehung mit Peter, einem Bekannten aus Highschool-Zeiten. Eine Hochzeit wird geplant, jedoch kann der Verlobte ihre neu entdeckten sexuellen Wünsche nicht erfüllen.
Holloway kehrt noch im Brautkleid zu Grey zurück, der ihr befiehlt, regungslos an seinem Schreibtisch zu sitzen, während er sich entscheidet, ob er mit ihr zusammen sein will. Holloway verharrt in dieser Position mehrere Tage bewegungslos; auch ihre Familie kann sie nicht davon abbringen, auf Grey zu warten. Schließlich kehrt Grey zu ihr zurück und trägt die nahezu bewusstlose Holloway aus seinem Büro. Grey und Holloway heiraten und führen als Ehepaar ihre BDSM-Beziehung weiter.

## Aussage des Films
Produzent und Regisseur Steven Shainberg greift mit der Handlung des Films eine Kurzgeschichte von Mary Gaitskills auf und versucht „das Verhalten der beiden verlorenen Seelen begreiflich zu machen“, dabei nutzt er die Darstellung des Arbeitsverhältnisses als S/M-Beziehung und lässt eine leise Kapitalismuskritik anklingen. Die Protagonisten, die in stiller Übereinkunft ihre lang ersehnte Beziehung zueinander in dieser S/M-Beziehung finden, sprechen oft nur über gegenseitige Blicke miteinander, die ihrem eigenen Begehren Ausdruck verleihen. Sie teilen Qualen, die sie zu einer höchst erotischen Anziehung treiben. So beginnt Edward, „jeden lustvollen Tippfehler und jede Nachlässigkeit Lees zu bestrafen und entwickelt absurde Spanking-Rituale“, die der Film „comichaft illustriert“. Schlüsselszenen erhalten durch eine einfühlsame Inszenierung und durch die brillanten Darsteller eine neue Wertigkeit. Obwohl Edward die meiste Zeit unerreichbar und unzugänglich bleibt, trägt er mit kontrollierter Intensität und Präzision zur Überzeugungskraft des Films bei. Die schauspielerische Leistung von Maggie Gyllenhaal trägt entscheidend dazu bei, wie Lee ihr eigenes Begehren erfährt und schließlich ihren neu gewonnenen Mut zusammennimmt, um zu bekommen, was sie will, und beschert dem Zuschauer den „zutiefst romantischen Ausgang seines Märchens“. „Am Ende einer langen Reise hat Mauerblümchen Lee eine Form für ihre Obsessionen und zu sich gefunden und erblüht in verblüffender Schönheit.“ Auch wenn dieser Weg sich nur über eine schwer zu definierende Beziehung zwischen gegenseitiger Ausnutzung und Liebe festlegen konnte.

## Kritiken
Das Lexikon des internationalen Films wertet: „Originelle, mit bissigem Humor subtil inszenierte, vor allem aber in der Hauptrolle souverän gespielte Komödie, in der der Liebe das Eingeständnis der eigenen Anormalität im Wege steht.“
Michael Althen von der FAZ schreibt: „Wo der Sadomasochismus in der populären Kultur oft zum frivolen Spiel mit den Zeichen des Fetischismus verkommt, wird er im Film ,Secretary‘ von Steven Shainberg so ernst genommen, dass auch die absurd komische Seite der Sache angespielt werden kann.“
Bei Filmstarts schreibt Jürgen Armbruster: „‚Secretary‘ ist in erster Linie eine interessante Charakterstudie, die auf dramatische Art und Weise das Publikum in seinen Bann zieht und zu fesseln weiß. […] Shainberg erzählt im gemächlichen Tempo das Schicksal zweier Außenseiter, was die Zielgruppe auf einen äußerst kleinen Kreis einschränkt.“
Bei Kino.de heißt es: „Regisseur Steven Shainberg umgeht geschickt das in dem Verhältnis [zwischen dem Chef und seiner Sekretärin] angelegte tragische Potential und überrascht mit einer entwaffnenden, liebevollen und zärtlichen Komödie über eine verunsicherte, junge Frau, die in ihrer devoten Rolle ihre Erfüllung und zu sich selbst findet. Nicht zuletzt gelingt dies dank der brillanten Hauptdarsteller Maggie Gyllenhaal und James Spader.“

## Auszeichnungen
- Nominierung von Maggie Gyllenhaal für den Golden Globe 2003
- Spezialpreis der Jury beim Sundance Film Festival 2002
- Beste Schauspielerin (Maggie Gyllenhaal) beim Paris Film Festival 2003
- Beste Newcomerin (Maggie Gyllenhaal) bei den Online Film Critics Society Awards 2003
- Beste Schauspielerin (Maggie Gyllenhaal) beim Central Ohio Film Critics 2003
- Bestes Debüt-Drehbuch (Erin Cressida Wilson) beim Independent Spirit Award 2003

## Soundtrack
Im Film sind u. a. zu hören:
- „Music To Watch Space Girls By“ von Leonard Nimoy
- „I’m Your Man“ von Leonard Cohen
- „Agenda Suicide“ von The Faint
- „Chariots Rise“ von Lizzie West
- „I will survive“ von Cake
- „Can’t seem to make you mine“ von The Seeds